# بيني فيلدشتاين
بيني فيلدشتاين هي ممثلة أمريكية ولدت في 24 يونيو 1993.

## روابط خارجية
- بيني فيلدشتاين على موقع IMDb (الإنجليزية)
- بيني فيلدشتاين على موقع قاعدة بيانات برودواي على الإنترنت (الإنجليزية)
- بيني فيلدشتاين على موقع قاعدة بيانات برودواي على الإنترنت (الإنجليزية)
- بيني فيلدشتاين على موقع ديسكوغز (الإنجليزية)
- بيني فيلدشتاين على موقع قاعدة بيانات الفيلم (الإنجليزية)
- بيني فيلدشتاين على موقع كينوبويسك (الروسية)